# Tour Margot (Saint-Riquier)
La Tour Margot est un élément des anciens remparts de Saint-Riquier, commune située au nord d'Abbeville, dans le département de la Somme.

## Historique
Les vestiges de la Tour Margot et des remparts datent du XVe siècle, époque où Saint-Riquier subit plusieurs destructions liées à la guerre de Cent Ans et au conflit franco-bourguignon.
Les vestiges de la tour Margot sont protégés au titre des monuments historiques : inscription par arrêté du 6 septembre 1943.

## Caractéristiques
Saint-Riquier possédait, au Moyen Âge, deux enceintes fortifiées : l'enceinte intérieure avec quatre portes et une portelette et l'enceinte extérieure avec au moins sept portes ou portelettes. Des remparts médiévaux de la ville, il ne reste que quelques vestiges de murailles et de tours : 
- la tour du Noch, la mieux conservée;
- la tour Margot où se rejoignent les anciens fossés des enceintes intérieure et extérieure de la ville;
- la tour Haimont, très dégradée au XIXe siècle.